# Tanlaorgo
Tanlaorgo, également orthographié Tanlargho, est une localité située dans le département de Loumbila de la province de l'Oubritenga dans la région Plateau-Central au Burkina Faso.

## Santé et éducation
Le centre de soins le plus proche de Tanlaorgo est le centre de santé et de promotion sociale (CSPS) de Loumbila tandis que le centre médical avec antenne chirurgicale (CMA) de la province se trouve à Ziniaré.
Le village possède un centre d'alphabétisation.